# Percarina maeotica
Percarina maeotica is een  straalvinnige vissensoort uit de familie van echte baarzen (Percidae). De wetenschappelijke naam van de soort is voor het eerst geldig gepubliceerd in 1888 door Kuznetsov.
De soort staat op de Rode Lijst van de IUCN als niet bedreigd, beoordelingsjaar 2008.